# Microryzomys minutus
Microryzomys minutus är en däggdjursart som först beskrevs av Robert Fisher Tomes 1860.  Microryzomys minutus ingår i släktet Microryzomys och familjen hamsterartade gnagare. IUCN kategoriserar arten globalt som livskraftig. Inga underarter finns listade i Catalogue of Life.
Arten förekommer i Anderna och i andra sydamerikanska bergstrakter från Venezuela över Colombia, Ecuador och Peru till Bolivia. Den vistas i regioner som ligger 1500 till 4000 meter över havet. Habitatet utgörs av bergsskogar och av bergsstäppen páramo.
Individerna går på marken och klättrar i växtligheten. De äter troligen frön och gröna växtdelar.